# Università di Hull
L'Università di Hull è un'università pubblica di ricerca situata a Kingston upon Hull, una città della contea East Riding of Yorkshire, nella regione Yorkshire e Humber dell'Inghilterra, nel Regno Unito. Il principale campus universitario si trova a Hull ed è sede della Hull York Medical School, un'istituzione gestita con l'Università di York.

## Storia
Fu fondata nel 1927 come University College Hull. La Biblioteca universitaria "Brynmor Jones" fu il luogo di lavoro del poeta Philip Larkin che vi lavorò come capo bibliotecario per oltre trent'anni.